# Клітус Спаклер
Клітус Спаклер (англ. Cletus Spuckler), його повне Клітус дель Рой Спаклер або «Шостизубий Джо» і Язикатий селюк — один з вигаданих персонажів мультсеріалу Сімпсони. Клітус є фермером і являє собою збірний стереотип селянина-ремісника з південних штатів США — водночас привітного, порядного і щирого, з іншої сторони — неосвіченого, некультурного, нетактовного і подекуди не дуже адекватного чоловіка. Він володіє будинком і фермою у передмісті Спрингфілда, і знаний за величезну родину. Поведінка Клітуса, його родина і його вчинки стали джерелом багатьох характерних жартів серіалу. Через свій фінансовий стан та невисокі розумові здібності Клітус неодноразово виставлявся як зразок бідності, тупості і неосвіченості, а його життя неодноразово висміювалося у місцевих ток-шоу.
У оригіналі персонажа озвучує американський актор Генк Азарія. В українському дубляжі озвученню Клітуса було надано елементи українського фольку і західноукраїнського діалекту — Клітус розмовляє нечистою українською мовою, часто вживаючи суржик і кумедно перекручуючи слова.
Клітус вперше з'являється у епізоді другого сезону «Барт отримує слона», де він витріщається на слона Стемпі (в українському дубляжі — Тупцяло) з виглядом закінченого «селюка». Здебільшого Клітус отримує епізодичні ролі у серіалі, хоча він з'являється більш ніж в 70 серіях, у деяких з них доволі детально показуються особливості цього персонажу, наприклад «22 історії зі Спрингфілда», «Корова Апокаліпсису», «Трилогія помилки», тощо. Також Клітус регулярно з'являється у випусках коміксів.

## Опис персонажу

### Характерні риси
|                       | Я такий собі звичайний сільський дурник... |
| — Клітус сам про себе |                                            |

З родоводу Клітуса відомо, що він є ремісником у 5 поколінні, а отже, його родина завжди вела подібний стиль життя. На момент серіалу Клітусу близько 30 років. Відомо, що Клітус сильно пошкодив своє здоров'я (і вочевидь, розум), коли в дитинстві випив ртуть з розбитого термометра. Він народився у багатодітній фермерській родині і ніколи не вчився в школі, проводячи увесь час на господарстві, або на полюванні, тому Клітус практично неписемний і ледве вміє читати. Однак, стиль життя Клітуса показує, що йому більшого і не потрібно. Вже довгий час Клітус живе у цивільному шлюбі (від серії «Моє Велике Жирне Весілля» («My Big Fat Geek Wedding») — у законному) разом зі своєю родичкою (за одними даними — сестрою, за іншими — кузиною) Брендін.
Зовнішній вигляд Клітуса базований на стереотипі вигляду провінційного американського селянина. Клітус худорлявий, середнього зросту, має густе коричневе волосся і рідкі вуса. Зазвичай Клітус вбраний в білу майку і сині штани, на ногах він носить чорні або коричневі мешти (у деяких епізодах серіалу він ходить босим). Зимою він носить нехитре коричневе пальто і чорні чоботи. На обох руках він має татуювання у вигляді змії і черепа, яке візуально дуже подібне до татуювання Снейка Джейлберда. Характерною рисою Клітуса є невелика кількість зубів, якщо вірити епізоду «Ліса на льоді» («Lisa On Ice») у нього їх 6. Найімовірніше, випадіння зубів пояснюється повною антисанітарією, у якій він живе.
|                                                                                          | Клітус (сидить на колінах Гомера): Тату, я знову порізався об скло дверей... Гомер: Ах ти ж недорозвинене...! (починає його душити) |
| — На курсах конфліктології «Family Skills», епізод «Home Sweet Home-Diddily-Dum-Doodily» | |

Унаслідок того, що колись випив ртуть, Клітус має досить низькі розумові здібності. Він майже не орієнтується у сучасних благах цивілізації — одного разу, беручи участь у курсах конфліктології виявляється, що Клітус не має уявлення, що таке світло (Викладач: «[…] це вам не світло включити» — Клітус: «А що таке світло?»); у серії «22 історії зі Спрингфіда» Клітус, дивлячись на високовольтні дроти думає, що з них можна подзвонити, і пробує подзвонити матері; звісно, про його навички користування комп'ютером, чи мобільним телефоном навіть не йде мова.
Його можна неодноразово побачити з родиною на різноманітних заходах, концертах і фестивалях, де він часто витріщається на буденні речі, і не розуміє їх властивостей. Крім цього, одним з характерних жартів серіалу є тупість Клітуса. Він часто поводиться, мов розумово-відсталий, не розуміє і не знає дуже простих речей. Рівень тупості Клітуса навіть став стандартом у повнометражній версії серіалу, коли Мер Квімбі просить Клітуса для перевірки дієвості бетонної огорожі навколо Спрингфілдського озера кинути у нього дохлого щура. Коли Клітус не зміг його викинути, двічі наштовхнувшись на огорожу, і навіть не подумавши перекинути щура — огорожа була визнана прийнятною. У розмові з Рассом Каргіллом Клітус згадав, що одного разу програв півневі в хрестики-нолики.
|                                                             | Якщо я тобі казатиму, що єнот не кусається — плюнь мені в морду! |
| — Клітус Гомеру Сімпсону про свій відірваний палець на руці |                                                                  |

З багатьох моментах епізодів серіалу стає очевидним, що Клітус неписемний, практично не вміє читати і не дуже добре розмовляє. Однак, у епізоді «Фальшиві новини» («Fraudcast News»), коли Клітус підписується, заявивши («Зараз згадаю, як ставити закарлючку»), зробивши це неймовірно каліграфічним почерком. Слід відзначити, що вади Клітуса далеко не закінчуються розумовою відсталістю — у багатьох епізодах серіалу стає очевидним, що Клітус має погану пам'ять , недочуває і не дуже добре бачить. Одного разу, щоб сфокусувати свій погляд на співрозмовнику, Клітус б'є себе по потилиці, і його ліве око «встає» на місце. У серії «Помилкова трилогія» («Trilogy Of Error»), коли Гомеру відтяли пальця, Клітус підвозить його на своєму автомобілі і демонструє йому власне каліцтво — відкушений єнотом палець.
Клітус також є доволі недалеким в питанні політики і релігії. Тим не менше, він вірить в Бога і ходить до церкви Тімоті Лавджоя. Коли він йде до церкви, він одягає сорочку, штани і краватку, виглядаючи на диво охайним. Своїх дітей і, зазвичай, Брендін до церкви він не бере. У епізоді «Радість секти» («Joy Of Sect»), чимало міського населення вступило у релігійну секту, що ледь не змусило Лавджоя підпалити власну церкву. Однак, коли лідер секти, ошукавши людей, втікав від них на мускулольоті з мішками грошей, він впав на будинок Клітуса і спитав «Друже, тобі не потрібна релігія?», на що Клітус, зарядивши рушницю відповів: «Нє. А от від мішечків не відмовлюсь».

### Зайняття, життя персонажа і інша діяльність
|                                                               | Ги, смішно! Ти міг би виступати з хвокусами по тєлєвізії! |
| — Клітус Гомеру про те, як він демонстрував відірваний палець |                                                           |

Клітус не має жодної освіти, тому працює фермером. Він має одноповерховий будинок, що знаходиться у передмісті Спрингфілда. Втім, це важко назвати нормальною оселею: у його будинку відсутнє електропостачання (вочевидь, це і є основною причиною того, що він не знає, що таке світло), і, можливо, відсутнє опалення (втім, у епізоді «22 історії зі Спрингфілда») видно, що у хаті є газова плита і холодильник, а отже електропостачання у хаті швидше за все, просто «відрізане» за великі борги). Більшість вікон його халупи розбиті, або у них узагалі відсутнє скло (у одному з епізодів він скаржиться, що порізався об скло шибки своєї хати). У його будинку навіть відсутній туалет — натомість у дворі наявний типовий сільський сортир. Згідно з відеогрою The Simpsons: Hit & Run, де персонаж може потрапити до двору Клітуса, цей туалет надзвичайно смердючий, адже його ніколи не обслуговують.
Переважну більшість часу Клітус проводить на своїй фермі, де він порається на городі, вирощуючи переважно овочі і зернові культури. Також він тримає на фермі худобу: свиней, кур, козлів, тощо. Одну зі своїх свиней він настільки любить, що повів її до салону краси, про що розповідає серія «Стій, а то мій пес стрілятиме». Свій врожай Клітус здебільшого намагається збути — разом з Брендін він просто неба влаштовує саморобну «лавочку», продаючи овочі. Втім, злиденне життя родини Спаклерів показує, що вони не мають великих доходів з подібного «бізнесу». Іноді Клітус береться за якусь дрібну, низькооплачувану роботу, проте стабільно він ніде не працює. Одного разу Клітус представився журналістом, тримаючи в руках старий плівковий фотоапарат і нап'явши капелюх, на якому було написано «PЯESS». Також Клітус іноді купує лотерейні квитки, сподіваючись виграти великі гроші, однак йому не таланить. Одного разу Клітус намагався відкрити в своїй хаті «Магазин Збитих На Дорозі Звірів», маючи наміри продавати клієнтам тушки збитих на дорозі тварин, щоправда таких клієнтів не знайшлося.
Злиденне життя родини Клітуса зробило його людиною абсолютно неперебірливою до одягу, харчування та вибору речей. Згідно з епізодом «Ми загубили нашу Лісу» («Lost Our Lisa»), улюбленою їжею Клітуса є свіжі скунси і єноти; у серії «22 історії зі Спрингфілда» про Клітуса говорилося, що він не проти поласувати щурами. У епізоді «Lost Our Lisa», де наявні епізоди з життя Клітуса, зрозуміло, що він абсолютно не соромиться лазити по помийках у пошуках їжі, підбирати на дорозі збитих насмерть тварин, щоб пізніше з'їсти їх (одного разу, Брендін виступала на кулінарному конкурсі зі свинею, на спині якої був помітний слід автомобільного протектора, що говорить про те, що її підібрали збитою). Клітус разом з родиною іноді обшукує машини, що потрапили у ДТП на предмет цінних речей — в одному з випуску коміксу йому разом з дружиною майже вдалося винести заднє сидіння автомобіля Гомера, який залишив його не на стоянці, щоб зробити з нього ліжко.
Клітус має власний автомобіль. Це пікап темно-зеленого кольору, вочевидь вже дуже старий. На ньому Клітус здебільшого возить своїх дітей, садячи їх прямо в кузов — його абсолютно не турбує їхня безпека. Якщо ж він їздить сам, то він переважно возить усілякий непотріб, наприклад старі дерев'яні ящики. Брендін неодноразово дорікає Клітусу, що машина стара, і він повільно їздить, однак він не звертає на це уваги. У серії «Помилкова трилогія» Клітус підвозить пораненого Гомера до лікарні, а пізніше на цю ж машину «краде» Мардж, намагаючись відвезти Лісу до школи. Автомобіль Клітуса доступний у The Simpsons: Hit & Run під назвою «Пікап», у відеогрі він має достатньо непогані швидкісні характеристики, нічим не поступаючись «Рокет-роллеру» Барта, чи седану Гомера.
У свій вільний час Клітус любить посидіти біля хати, випити самогону і вистругати ножем якусь іграшку. Клітус трохи вміє грати на банджо і любить слухати в машині кантрі і блюграс. Загалом, Клітус дуже любить байдикувати, він може не виконати те, що пообіцяв, за що його часто критикує Брендін.
Не зважаючи на злиденність, Клітус пишається усім, що він має. Він любить свою родину, свою жінку, і усіх своїх дітей, навіть попри те, що більшість з них не його рідні. Він також пишається своїм автомобілем і своєю хатою. У серії «Ліса на льоді», під час хокейного матчу він підбирає вибитий зуб, віддає своїй доньці, і пафосно називає себе «Шестизубим Джо». Коли Брендін питає його, де він узяв шостий зуб, він гордо відповідає «На тротуарі.». Клітус не вважає себе злидарем, і думає, що він живе у доволі непоганих умовах. Клітус не засмучується, якщо у нього щось не виходить, він просто не переймається цим. Коли Клітус привіз свою дружину і дітей на виставку, і їх не пустили туди, його дружина роздратовано звинуватила його, що він тягнув родину на виставку цілих 8 годин, на що Клітус задоволено відповів «Зате ми можемо потриматися за ці м'які перила».
Попри безкультурність, нетактовність і невисокі розумові здібності, Клітус залишається привітною і порядною людиною. Він утримує родину в міру своїх можливостей, старається бути хорошим батьком для всіх своїх дітей, годує і обуває їх, як може; часто водить їх на різноманітні заходи (спортивні змагання, концерти, фестивалі, влаштовує пікніки на природі). А враховуючи кількість дітей Клітуса, його можливості і фінансовий стан, цього вже немало. Спаклер не ображається на інших за грубі вислови у свою адресу, і його абсолютно не цікавить думка інших про себе.

### Родина
|                                        | Брендін: Клітусе, навіщо було паркуватися біля моїх батьків? Клітус: Заспокойся, вони і мої батьки теж. |
| — — епізод «Alone Again Natura-Diddly» | |

Величезна родина Клітуса є джерелом багатьох жартів серіалу. Дійсно, його сімейство є найбільшим (і вочевидь найбіднішим) у Спрингфілді. Батьки Клітуса — Мау і Пітер Спаклери, живуть будиночку поруч з його халупою. У деяких поїздках Клітуса, батьки супроводжують його. Він також має кузину Діа-Бетті (показана у епізоді «Цукерки і гірка Мардж»), що страждає від ожиріння (і цукрового діабету теж). У Клітуса є кузин Мерль, що працює будівельником. У одному з епізодів коміксу Клітус орендував будинок Неда Фландерса, що дуже не сподобалося Гомеру Сімпсону і його родині. Після довготривалої «війни сусідів» виявилося, що Клітус — п'ятиюрідний брат Гомера. Вочевидь, у Клітуса наявні і чимало інших родичів, однак про них нічого не відомо. У епізоді «Корова апокаліпсису», на весілля Барта і дочки Клітуса зібралася величезна зграя його родичів; Клітус навіть організував оркестр з саморобною барабанною установкою, що складалася з відер і тазу, і ложок як ударних паличок.
Дружиною Клітуса є Брендін Спаклер. Їх стосунки і родинні зв'язки викликали чимало чуток серед фанатів серіалу, адже з багатьох епізодів серіалу стає очевидним, що вони не тільки чоловік і жінка, що проживають у громадському шлюбі (за словами Клітуса з епізоду «22 історії зі Спрингфілда», вона просто його «подруга»). Неодноразово згадувалося, що вони брат і сестра, наприклад, у епізоді 16 сезону «Є щось до цих шлюбів…» (There's Something About Marrying), одружуючи Клітуса і Брендін, Гомер каже, що знає, мовляв вони брат і сестра. На що Брендін гордо заявляє: «І нє только…». У серії 17 сезону «Боб по-італійськи» («The Italian Bob»), яка ознаменувалася появою у ній Другого Номера Боба, Брендін заявляє, що Клітус — її… син. Тому через такі розбіжності визначити їх родинні зв'язки просто неможливо.
Що стосується самої Брендін, то вона являє собою стереотип багатодітної матері-селянки, такої ж неохайної, неосвідченої і некультурної, як і Клітус. Вона ніде не працює і не має жодної освіти. Хворіла сказом (Клітус забирав дитину з роддому, а узявши в руки дитину, у Брендін пішла піна з рота). Працювала у стрип-клубі. Можливо, займалася (чи займається)  проституцією (як одна з причин такої кількості дітей); зі слів Брендін, Клітус є біологічним батьком лише двох з усіх його дітей. Вона часто критикує свого чоловіка, іноді б'є його, у епізоді «Стій, або мій пес стрілятиме», вона декілька разів випалила в нього з гвинтівки за те, що той повів свиню у салон краси.
Кількість дітей Клітуса також не є точно відомою. У епізодах 17-18 сезону називалася цифра 39. Однак з ходом серіалу їх кількість постійно збільшується, тому точно визначити цифру доволі складно. До дітей Клітуса, за його уявленнями, також належить вівця і живий хот-дог. У деяких з дітей Клітуса бувають дивакуваті імена, наприклад у серії «Корова апокаліпсису» Клітус кличе свого сина за іменем «Зарізаний-На-Зоні»; а одного з найменших його відприсків батьки вирішили просто назвати «К'ю» (Q). У цій же серії, він пояснив, що абсолютно не заморочується над вигадуванням імен для своїх дітей, тому називає їх так, як він забажає, не керуючись ніякими правилами чи принципами. Вочевидь, сімейні відносини у родині Клітуса базовані на поширеному стереотипі про часті випадки інцесту у сільського населення Сполучених Штатів Америки. Не зважаючи на родинні зв'язки подружжя Спаклерів, переважна більшість дітей Клітуса не виглядають і не поводяться, як розумово-відсталі. Хоча тут бувають і винятки, причому часто вони просто разючі: у одному з епізодів один з його синів народився з величезною головою, що натякає на гідроцефалію; інший має голову у вигляді гарбуза, ще один — поросячого хвоста, в декількох інших усе ж простежуються розумові відхилення.

## Інше

### Клітус— язикатий селюк
У серії «22 історії зі Спрингфіда» є пісня про Клітуса:
| Ліві лапки | Хор: Більшість людей єнота не з'їдять, А комусь смачний пацюк, Його любить Клітус , Язикатий селюк! | Праві лапки |

Розмова у хибарці Клітуса:
Клітус:Брендін, дивись (дає старі обідрані чоботи) — можеш одягнути це на роботу!
Брендін:Ти забув, що мене взяли у стрип-клуб.Нє! Краще неси туда, де взяв, блін!
Клітус:Добре.
(Виліз на високовольтні дроти і почепив на них чоботи назад)
Клітус:Повертайтесь на місце, ви не подобаєтесь моїй подрузі, Брендін!
| Ліві лапки | Хор: Більшість людей пальці береже, А у декого їм настає каюк, Серед них і Клітус, Язикатий Селюк! Хор: | Праві лапки |

Клітус:О, придумав! Я ж зможу подзвонити звідси мамі! Мама, злазь з даху!

### Цікаві факти
- У одному з епізодів, де показувалося майбутнє, Клітус став віце-президентом США.
- Клітус був визнаним одним з найкращих у рейтингу другорядних персонажів мультсеріалу. У номінації він зайняв 7 місце.[1]
- У одному з епізодів 21 сезону Клітус зізнався, що він зоофіл.[2]
- У 56 випуску коміксу, де Патті Був'є стала перукарем, Клітус виступив як модель. У результаті Клітус отримав розкішну зачіску.